# Старые либералы
Старые либералы (нем. Altliberale) — первоначально это те германские либералы, которые после 1849 года сохранили приверженность умеренному конституционному либерализму Домартовского периода и революции 1848—1849 годов. Позднее «старыми либералами» стали называть членов парламентской группы в Палате представителей Пруссии (нем. Abgeordnetenhaus), нижней палаты прусского парламента, появившейся в 1850-х годах на базе фракции Финке (нем. Fraktion Vincke). В 1860-х годах часть «старых либералов» перешли в Прогрессистскую партию, а оставшиеся образовали в 1871 году либерально-консервативную Имперскую либеральную партию.

## Концепция
Термин «старые либералы» использовался юристом и политиком Робертом фон Молем после 1849 года для описания сторонников конституционной системы правления. Более радикальные германские демократы в 1850-х—1870-х годах использовали этот термин для описания тех, кто «остался позади» своих требований. Это разночтение в использовании отражает то, что германский либерализм, первоначально претендовавший на то, чтобы быть широким политическим движением, начал раскалываться на идеологические течения, вначале близкие к друг к другу, но со временем всё более расходящиеся. После дальнейшей дифференциации либерального лагеря в 1860-х годах термин «старые либералы» относился к группе политиков, занимавших место между левыми либералами из Прогрессистской партии и более правыми национал-либералами.

## «Старые либералы» в Пруссии
В прусской Палате представителей фракция Финке, названная в честь Георга фон Финке, изначально консервативного прусского чиновника и землевладельца (юнкера), образовалась в середине 1850-х годов и считалась в общем смысле «старолиберальной» группой. Представляла в парламенте левых, так как левые либералы и демократы не принимали участия в выборах из-за репрессий эпохи реакции или в знак протеста против этой политики. Только с началом «Новой эры» левые либералы стали всё больше вовлекаться в политическую жизнь, но и тогда их представители присоединялись к парламентской группе Финке.
На выборах 1858 года старые либералы завоевали 58 % депутатских мест в Палате представителей и были в большинстве до 1861 года. В этот период «старые либералы» добились наибольшего в своей истории политического влияния. Министры правительства «новой эры» (Карла Антона Гогенцоллерн-Зигмарингена) были близки к ним или к союзникам старых либералов из либерально-консервативной Партии еженедельников. Так, старыми либералами были министр внутренних дел Максимилиан фон Шверин-Путцар и министр финансов Роберт фон Патов.
Однако в долгосрочной перспективе разногласия внутри группы преодолеть не удалось. Левое крыло выдвинуло программу более радикального либерального курса. Однако большинство фракции отвергло её. В результате в феврале 1861 года 19 депутатов откололись и образовали свою парламентскую группу во главе с Максом фон Форкенбеком. Вскоре часть членов этой группы покинули её и вместе с членами Немецкого национального союза образовали Прогрессистскую партию. Этот раскол значительно ослабил старых либералов. На выборах 1861 года они разделили с левыми центристами 40 %, а Прогрессистская партия получила 29,5 %. В 1865 году соотношение было уже 30 % и 40 % в пользу прогрессистов. Однако на выборах 1866 года, происходивших в разгар патриотического подъёма времён Германской войны, старые либералы добились значительных успехов за счёт левых либералов. После этих выборов вокруг Финке в Палате представителей сформировалась новая «старолиберальная фракция».
Этот успех оказался последним в истории партии. В того же 1866 года фракцию Финке покинула большая группа депутатов, основавших Национал-либеральную партию, быстро ставшей одной из ведущих политических сил страны. От этого раскола «старые либералы» так и не оправились. На выборах 1871 года остатки «старых либералов» могли получить 30 мест в первом рейхстаге Империи, сформировав партию во главе Хлодвигом Гогенлоэ, названную Имперская либеральная. Впрочем, партия просуществовала недолго и потеряв на выборах 1874 года почти все места, распалась. Двое депутатов-старолибералов присоединились к Свободно-консервативной партии и один к национал-либералам.

## Литератур
- Gerd Fesser : Old Liberals (Al) 1849—1876. In: Dieter Fricke and others (ed.): Encyclopedia of party history. Vol. 1. Bibliographic Institute, Leipzig 1983, DNB 850223156, pp. 59-65.
- Walter Tormin : History of the German parties since 1848. 2nd edition. Kohlhammer, Stuttgart et al. 1967, DNB 458434701, pp. 48, 57, 59.